# Clara Westhoff
Clara Westhoff, född 21 november 1878 i Bremen, död 9 mars 1954 i Fischerhude, var en tysk skulptör och målare.

## Biografi
Vid 17 års ålder flyttade Clara Westhoff till München för att gå en privat konstskola. 1898 flyttade hon till Worpswede där hon studerade skulptur hos Fritz Mackensen. I Worpswede lärde hon bland andra känna konstnärerna Paula Modersohn-Becker och Otto Modersohn. Där lärde hon också känna sin blivande make poeten Rainer Maria Rilke.
Hon fortsatte sina studier till skulptör, 1899 hos Carl Seffner och Max Klinger i Leipzig och år 1900 i Paris på konstskolan Académie Julian där hon lärde känna Auguste Rodin. År 1901 gifte sig Clara Westhoff med Rilke i och flyttade till Westerwede, en grannby till Worpswede. I december 1901 föddes deras gemensamma dotter Ruth.

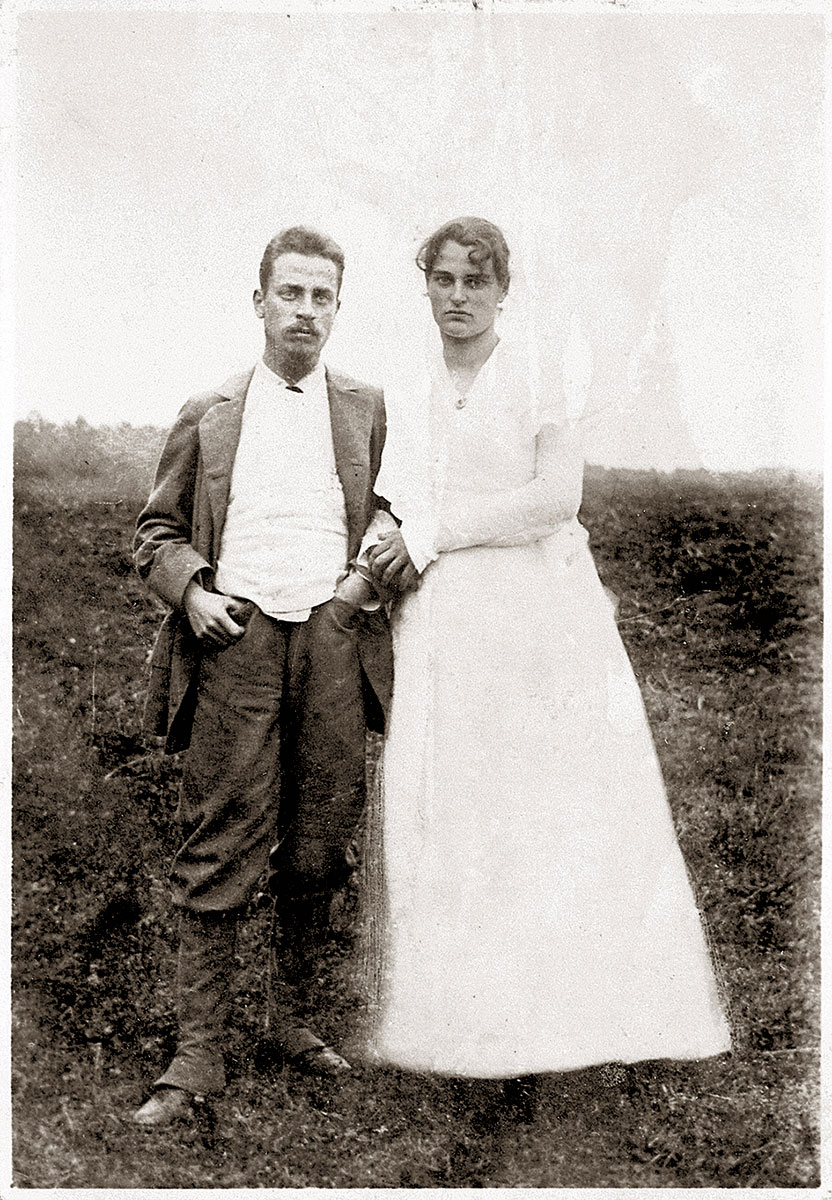
Clara Westhoff och Rainer Maria Rilke efter vigseln i Worpswede 1901.

Arton år senare, 1919, flyttade hon till Fischerhude tillsammans med sin dotter. Från 1925 ägnade sig Westhoff åt måleri och skapade vid sidan om sitt skulpturala arbete en omfattande produktion. Kort efter sin död föll hon, som så många andra kvinnliga konstnärer, i glömska.